# جيمس ر. وليامز
جيمس ر. وليامز (بالإنجليزية: James R. Williams)‏ هو محامي وقاضي وسياسي أمريكي، ولد في 27 ديسمبر 1850 في كرمي في الولايات المتحدة، وتوفي في 8 نوفمبر 1923 في لوما ليندا في الولايات المتحدة. حزبياً، نشط في الحزب الديمقراطي. وقد انتخب عضو مجلس النواب الأمريكي.